# Cephalozia indica
Cephalozia indica là một loài rêu trong họ Cephaloziaceae. Loài này được Udar & D. Kumar mô tả khoa học đầu tiên năm 1976.